# Molophilus macrocerus
Molophilus macrocerus är en tvåvingeart som beskrevs av Alexander 1922. Molophilus macrocerus ingår i släktet Molophilus och familjen småharkrankar. Inga underarter finns listade i Catalogue of Life.